# Věrni zůstaneme
Věrni zůstaneme (latinsky Fideles manebimus) je české státní a historické heslo druhého československého odboje. Vedle hlavního českého státního řádového motta Řádu bílého lva, kterým je Pravda vítězí, je slovní spojení Věrni zůstaneme heslem druhé třídy České republiky jako řádové motto Řádu Tomáše Garrigua Masaryka.

## Vznik hesla

### Původní smuteční projev

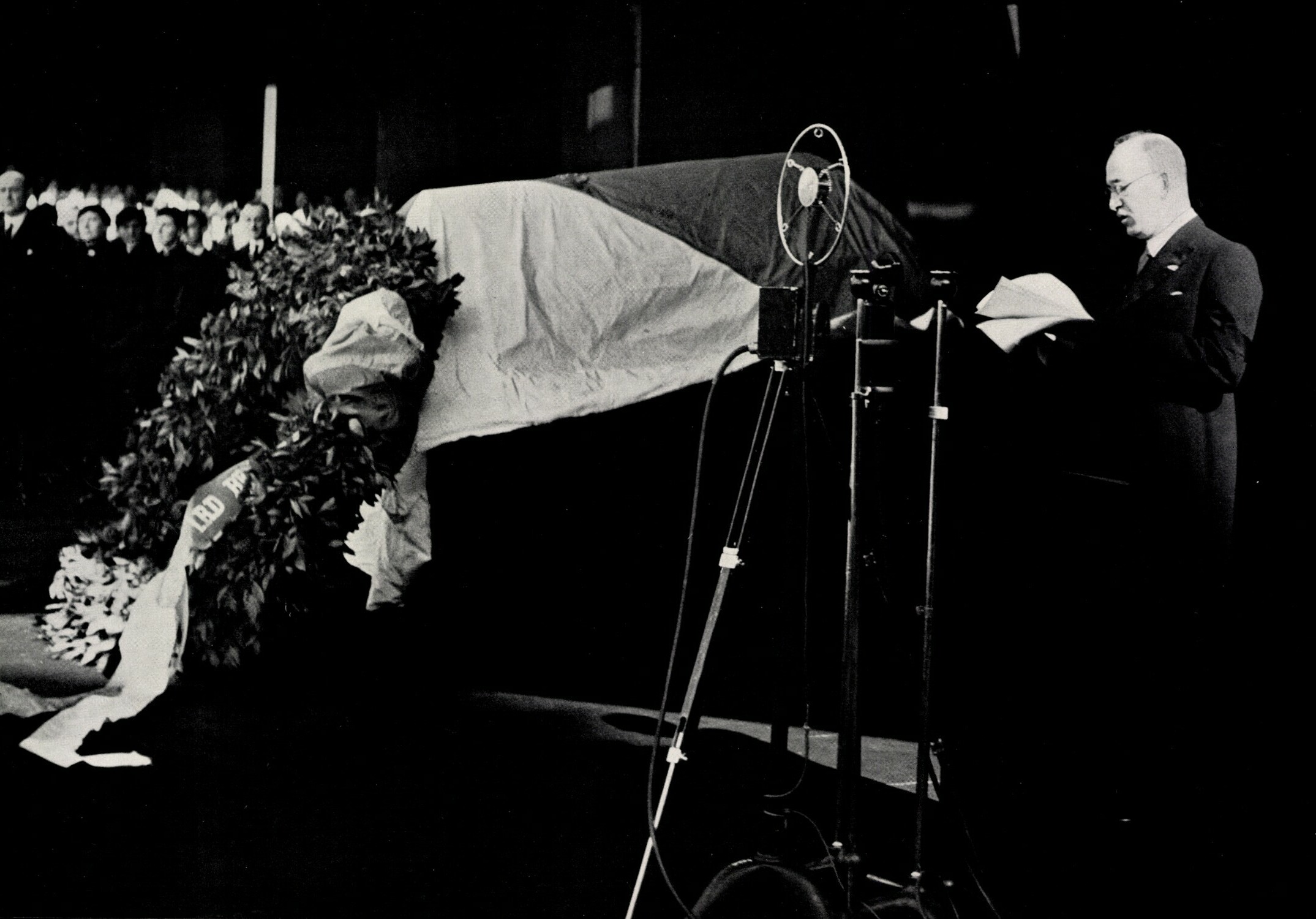
Smuteční projev Edvarda Beneše nad Masarykovou rakví na prvním nádvoří Pražského hradu 21. září 1937

Autorem hesla je prezident Edvard Beneš. Slovní spojení poprvé vyslovil na státním pohřbu prezidenta Masaryka 21. září 1937 při jeho smutečním projevu, když mu byl jako hlavě státu svěřen úkol jako výhradnímu řečníkovi pronést smuteční laudatio symbolicky za celou republiku. Vycházel z programu humanitní demokracie odkazu T.G. Masaryka a vztažení se k věrné oddanosti k demokratickému Československu, které se objevovalo v nejrůznějších segmentech společnosti po celou dobu trvání první republiky. Věrnost k republice byla v sokolské či legionářské spolkové tradici častým ideovým kurzem intelektuálů již od roku 1918.
Volám vás všechny bez výjimky, odleva doprava, od poslední vísky až k tomuto hlavnímu městu, od Aše až k Jasině, vás všecky, kteří myslíte nejvíce na problémy sociální tohoto státu, a vás, kteří se věnujete nejvíce problémům národnostním – všecky bez rozdílu volám vás v duchu a v památce našeho prvního presidenta k plnění jeho odkazu a k dobudování jeho díla, k dobudování naší spravedlivé, pevné, nezdolné, vývojové humanitní demokracie.

Masaryk, zůstávaje i při svém odchodu stále mezi námi, je nám všem příkladem a výzvou. Příkladem veliké víry v člověka, jíž je dnes Evropě a světu tolik potřebí. Výzvou, abychom v harmonii mezi sebou, v dobré vůli a přátelství ke svým sousedům i všem ostatním národům v Evropě a ve světě budovali svůj státní organismus a svou politickou, sociální a národnostní spolupráci tak, že bychom vytvořili z tohoto svého místa v Evropě dokonalý, harmonický, sociálně, národnostně a politicky spravedlivý stát, jenž bude hoden toho, který nám právě odchází, jenž bude mezi státy tím, čím byl Masaryk mezi námi, čím byl Masaryk ostatnímu světu.

Výzva ta znamená, že máme zůstat Masarykovi věrni. Louče se s ním jménem Vás všech slibuji, že této výzvy uposlechneme. Presidente Osvoboditeli, odkazu, který jste vložil do našich rukou, věrni zůstaneme!
Edvard Beneš, První nádvoří Pražského hradu, 31.9.1937

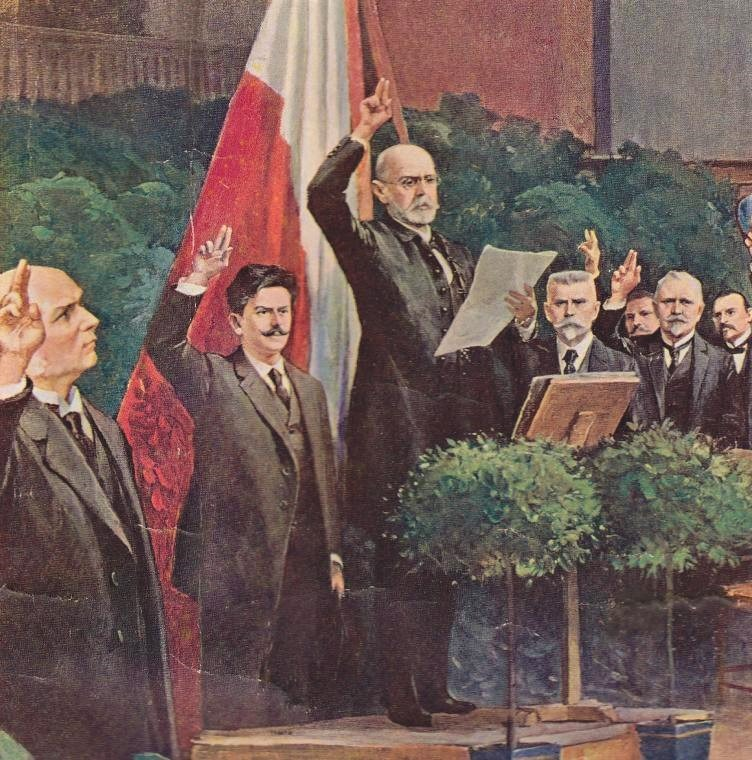
Národní přísaha ze 13. dubna 1918, kterou pronesl Alois Jirásek v pražském Obecním domě

Již v den státního pohřbu, který byl do té doby největší pohřební událostí v českých dějinách, vyvolala řeč značné reakce. Následně se stala jedním z nejcitovanějších projevů doby. Například v Lidových novinách hodnotil Karel Čapek celou smuteční řeč jako: „nikoliv čistě řeč pohřební, nýbrž změření Masarykova odkazu a vytyčení programu pro příští věky.“ Následující rok v reflexi pohřbu co byl projev probírán, bylo z textu v květnu 1938 vybráno stěžejní spojení pro název Petičního výboru Věrni zůstaneme, který vydal manifest v souvislosti s ohrožením republiky po anšlusu Rakouska. V důsledku toho, že tuto petici podepsalo přes 1 milion Čechoslováků, a následné proslavení stejnojmenné odbojové organizace po německé okupaci, se toto spojení jako zlidovělé stalo národním heslem celého druhého československého odboje.

### Gesto přísahy
S heslem se také tradičně pojí symbol gesta přísahy. Ačkoliv autorem hesla z roku 1937 je Edvard Beneš, nejrůznější sousloví faktické věrnosti republice a demokracii se objevují ve veřejném prostoru již po celé období od vzniku Československé republiky. Jako prapočátek vzniku oné věrnosti je vnímán především vznik Československa, ke kterému v domácím odboji vedla takzvaná Národní přísaha ze 13. dubna 1918 pronesena ve Smetanově síni Obecního domu v Praze, ve které se vůdčí osobnosti českého veřejného života přihlásili k národní samostatnosti a demokracii. Tyto osobnosti, které o rok dříve stály za Manifestem českých spisovatelů za sebeurčení poslancům Říšské rady ze 17. května 1917, utvrdili slova původního dokumentu. Národní přísahu, kterou přednesl Alois Jirásek, doplnili účastníci gestem přísahy – vztyčeným ukazováčkem a prostředníčkem na pravé ruce a zvoláním „Přísaháme!“ K tomuto univerzálně používaného gestu poté na konci 30. let členové hnutí Petičního výboru Věrní zůstaneme doplnili heslo Věrni zůstaneme. Po roce 1939 užívali toto gesto při slavnostní vojenské přísaze například také vojáci Branné moci Slovenské republiky.

## Užití

### Petiční výbor Věrni zůstaneme

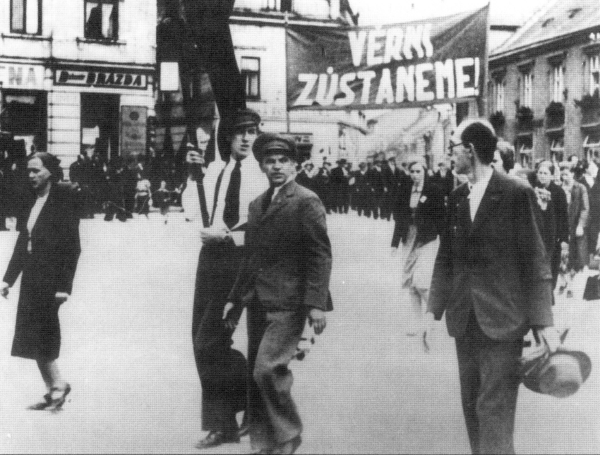
Manifestace na obranu republiky 11. září 1938 v Kroměříži

Petiční výbor Věrni zůstaneme a jeho předchozí manifest z 15. května 1938, vychází z prostředí československých antifašistických osobností volající za celistvost a svrchovanost republiky. Po okupaci Československa se slovní spojení taktéž stalo heslem zahraniční akce lidí, kteří počítali s eventuálním vypuknutím války. Proto odcházeli do zahraničí, zejména do Polska a do Francie, kde začali utvářet nejrůznější exilové organizace a v roce 1939 byly základem československých dobrovolnických jednotek. Heslo bylo taktéž použito například na čestném praporu 1. československého armádního sboru ustaveného v Buzuluku v Sovětském svazu v roce 1942. Dalším upevněním hesla ve společnosti byl film režiséra Jiřího Weisse Věrni zůstaneme z roku 1945, vytvořený informační službou Ministerstva zahraničních věcí Prozatímního
státního zřízení exilové vlády v Londýně během války, který mapuje historii od státního pohřbu prezidenta Masaryka v září 1937 až po osvobození Československa v květnu 1945.

### Památce odboje
Na různých místech České republiky se nachází plastika ikonického symbolu gesta dvou prstů přísahy s heslem, který označuje významné místo odboje z let 1938–1945. Tam připomíná místo bojů či padlého bojovníka v boji proti nacismu, zejména v Květnovém povstání českého lidu. Vytvoření těchto pomníků po roce 1945 iniciovaly zejména Svaz národní revoluce (SNR), Svaz osvobozených politických vězňů a pozůstalých (SOPVP) a Svaz bojovníků za svobodu (SBS), v roce 1951 sloučených do Svazu protifašistických bojovníků. Návrh reliéfu s názvem Ruka revolucionáře vytvořil akademický sochař Karel Pokorný na původní návrh Miloslava Bašeho a Karla Řepy. V roce 1946 nechal Vojenský historický ústav Praha odlít přes 23 bronzových odlitků tohoto díla. Dnes se nachází např. v Praze na kostele svatého Mikuláše na Staroměstském náměstí, na budově Českého rozhlasu, v Havlíčkově či v Zenklově ulici, nebo v Unhošti a Dobřichovicích. Plastika s heslem Věrni zůstali je také součástí expozice Národního památníku hrdinů heydrichiády, který vznikl v roce 1995 v budově Pravoslavného chrámu svatého Cyrila a Metoděje.

### V kultuře
V květnu 1945 sestavili Josef Träger a Jiří Frejka pro činohru Národního divadla inscenaci Věrni zůstaneme, ve které na texty mnoha českých básníků ztvárňují dramatický příběh v alegorii antické klasiky. V příběhu rozděleném na tři části, pojmenované Dny žalu, Vyznání a Panychida, mapují alegoricky tragický národní příběh od smrti Prezidenta Osvoboditele Tomáše Garrigua Masaryka, přes příslib věrnosti, tragédii mobilizace v roce 1938, nemilosrdné vraždění za německé okupace až po povstání a osvobození Prahy v roce 1945. V příběhu byly zakomponovány dopisy odbojářů, psané před popravou gestapem. Význam těch, kteří zůstali věrni, příběh pojí s postavou antického demokratického aténského vladaře Perikla, loučícího se za obec s padlými hrdiny vlasti. V politice v období po roce 1945 se heslo stalo sloganem obnovené Československé strany národně socialistické. V roce 1947 vydal František Továrek k 30. výročí bitvy u Zborova, vzpomínkový sborník Československé obce legionářské Věrni zůstaneme, ve kterém se věnuje odkazu v koncentračních táborech tragicky zemřelých legionářských pracovníků a tomu, jak byl druhý odboj neoddělitelně formován prvním odbojem. Na XI. všesokolském sletu v roce 1948 dostala skladba prostného cvičení mužů název Věrni zůstaneme!, kterou byl vzdán hold padlým sokolům za druhé světové války. Text ke skladbě napsal Robert Konečný. Skladba ideově navazovala na skladbu Přísaha republice z X. všesokolského sletu v roce 1938, kterou napsal sokolský odbojář František Pecháček, který byl popraven za okupace.

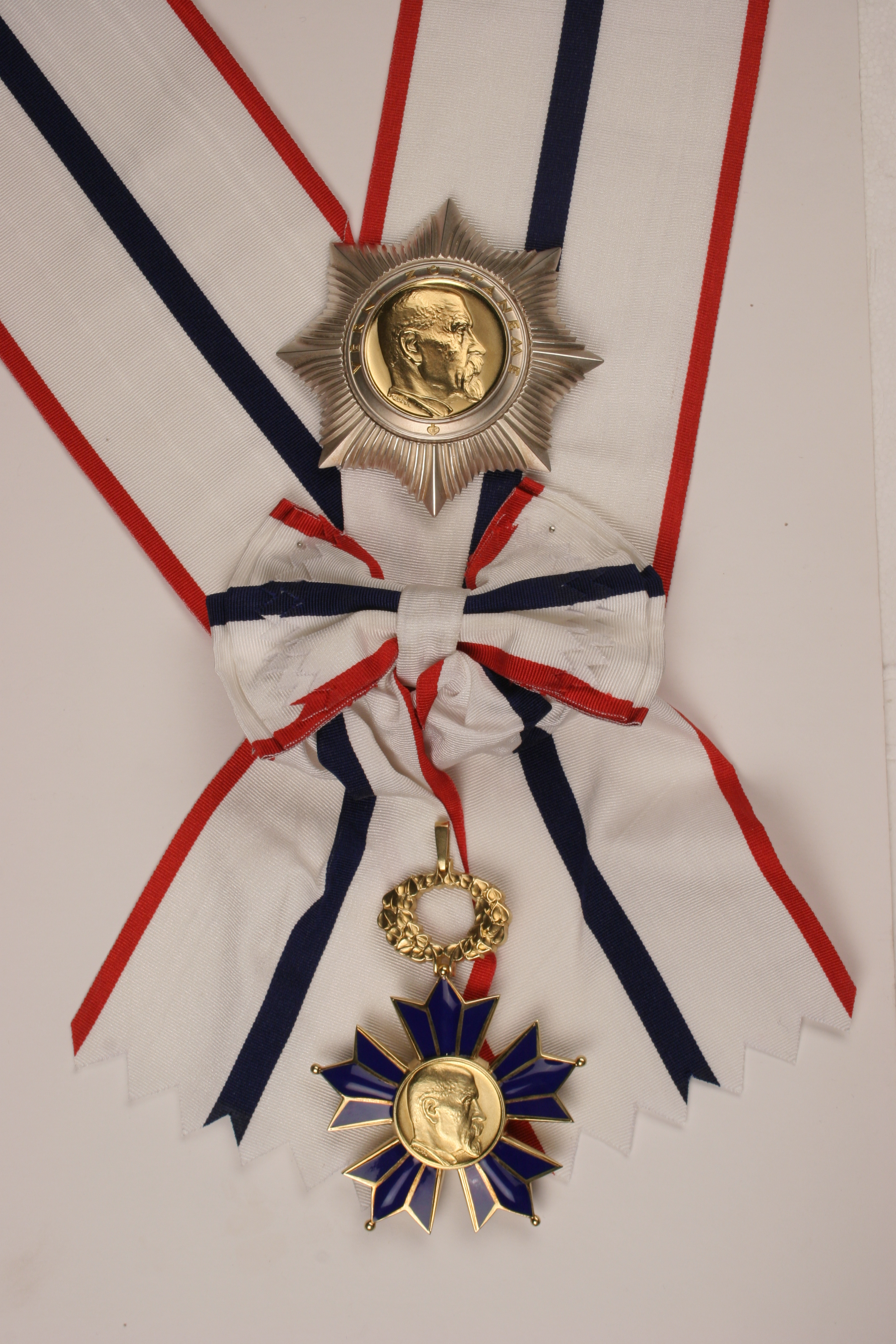
Český Řád Tomáše Garrigua Masaryka I. třídy na velkostuze

### Sametová revoluce
V roce 1989 se motto Věrni zůstaneme stalo hlavním heslem snahy Sokolů o obnovu jejich organizace. Během Sametové revoluce se v Městské knihovně v Praze 16. prosince 1989 sešlo shromáždění 450 sokolských veteránů, kteří vyjádřili podporu demokracii a snahu o obnovu sokolské obce zakázané v roce 1954. Své emotivní prohlášení doprovodili známým gestem přísahy – vztyčeným ukazováčkem a prostředníčkem na pravé ruce, doprovázeným vyslovením sousloví Věrni zůstaneme. Jejich úsilí se naplnilo 7. ledna 1990 na pražském Výstavišti, kde se za účasti 3000 Sokolů, z nich mnozí odešli do exilu po roce 1948, uskutečnil obnovující sjezd Československé obce sokolské.
Po nástupu Václava Havla do prezidentského úřadu, byl v roce 1990 zákonem č. 404/1990 Sb. ustaven Řád Tomáše Garrigua Masaryka s řádovým heslem Věrni zůstaneme. Po rozpadu Československa v roce 1992, byl řád v roce 1994 zákonem č. 157/1994 Sb. znovu ustaven opět jako druhé nejvyšší státní vyznamenání.

## Ve společnosti
Od roku 1990 vydává Konfederace politických vězňů časopis Věrni zůstaneme, který do roku 1996 nesl název Věrni zůstali. V roce 2009 byl v Novém Jičíně založen klub vojenské historie Občanské sdružení Klub vojenské historie – Věrni zůstaneme. Heslo bylo v českém veřejném prostoru oživeno po zahájení ruské invaze na Ukrajinu v březnu 2022, kdy byla vytvořena podpisová výzva Věrni zůstaneme 2022, kterou zorganizovalo sdružení Paměť národa patřící pod organizaci Post Bellum. Ta s odvoláním na původní manifest petičního výboru Věrni zůstaneme z května 1938 upozornila na další ohrožení míru v Evropě a zorganizovala úspěšnou finanční sbírku Pomozte Ukrajině.